# Vargö
Vargö est une île faisant partie de l'archipel de Göteborg en Suède.
C'est une des îles les plus à l'ouest de l'archipel. Depuis 1986 c'est une réserve naturelle d'environ 147 ha.